# تجویز چشمی دارو

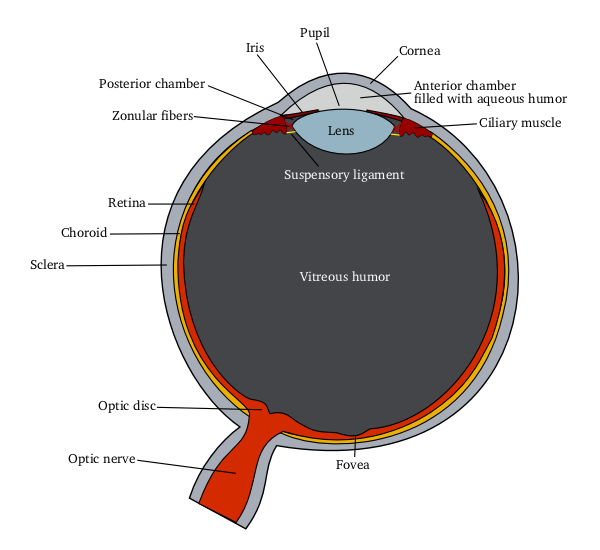
شکل ۱٫۰ - ویژگی‌های اصلی تشریحی چشم انسان

تجویز چشمی دارو عبارت است از تجویز دارو به درون چشم که معمولاً به‌صورت قطره چشم و برای درمان چندین بیماری چشم انجام می‌شود. این بیماری‌ها می‌توانند شامل عفونت‌های باکتریایی، آسیب چشم، آب‌سیاه و خشکی چشم باشد. چالش‌های زیادی در ارتباط با استفادهٔ موضعی داروها به قرنیه چشم وجود دارد.
دو مورد از بزرگ‌ترین چالش‌هایی که هنگام استفاده از قطره‌های چشمی با آن مواجه می‌شوند عبارت‌اند از پذیرش بیمار و جذب ناکارآمد داروها به قرنیه. در واقع، پژوهشگران در این زمینه توافق دارند که کمتر از ۷ درصد از داروهایی که به چشم ریخته می‌شوند، از سد قرنیه نفوذ می‌کنند، بنابراین، دفعات استفاده از داروها افزایش می‌یابد که این موضوع، یکی از مشکلات اساسی مربوط به استفاده از قطره‌ها برای رساندن دارو به قرنیه است.